# Andreas Staribacher

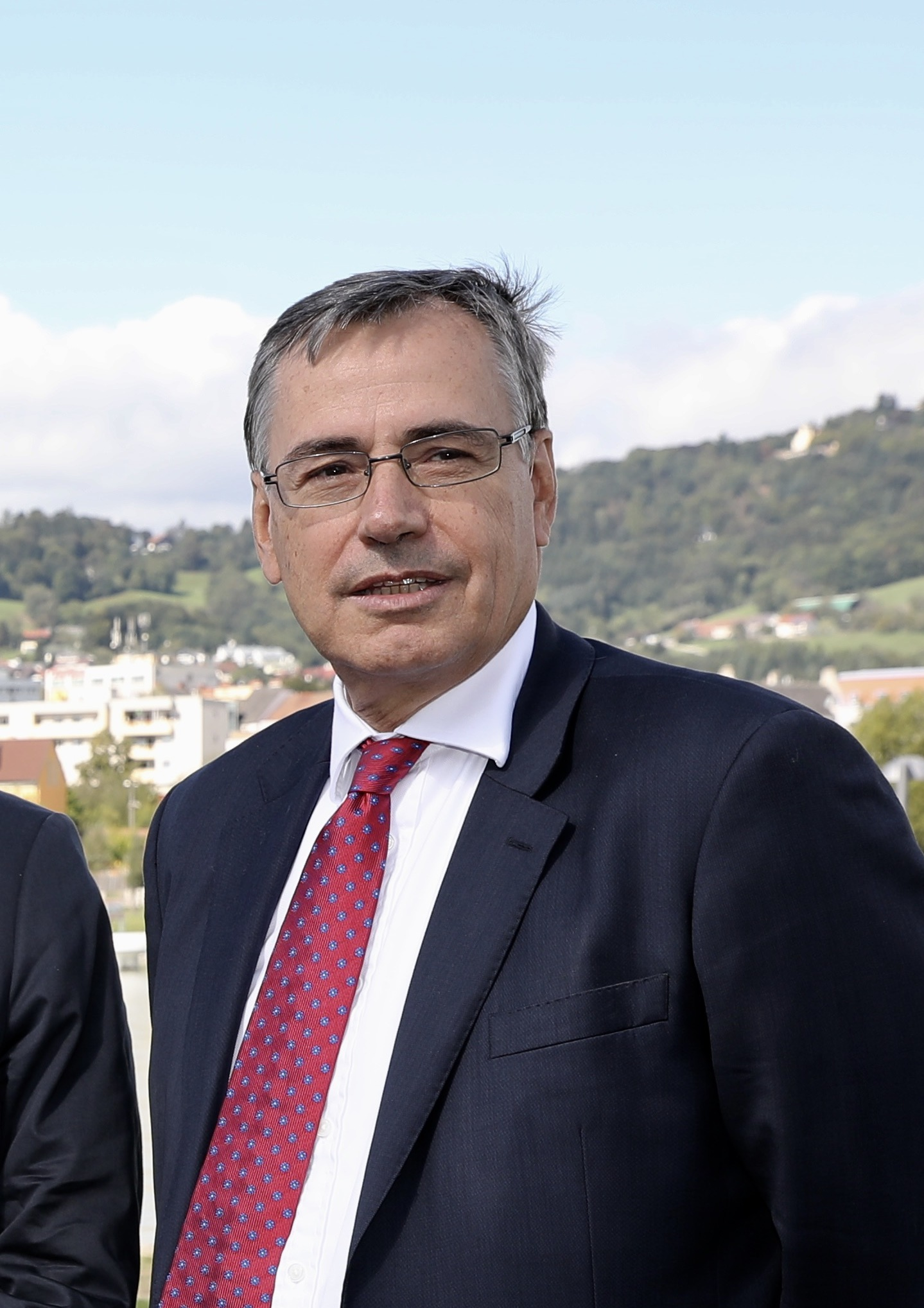
Andreas Staribacher (2017)

Andreas Staribacher (* 7. Jänner 1957 in Wien) ist ein österreichischer Jurist und Wirtschaftsprüfer sowie ehemaliger Politiker (SPÖ).

## Leben
Andreas Staribacher wurde als Sohn von Josef Staribacher, 1970–1983 Handelsminister, und als jüngerer Bruder von Wolfgang Staribacher geboren. Zunächst war er im Bankenbereich tätig, später in einer Wirtschaftsprüfungskanzlei. Ab 1984 machte er sich als Steuerberater und Wirtschaftsprüfer selbständig.
Im April 1995 holte Franz Vranitzky Staribacher als Bundesminister für Finanzen in die Regierung. Nachdem die Bundesregierung Vranitzky IV, eine SPÖ-ÖVP-Koalition, Ende 1995 insbesondere an der Erstellung des Budgets gescheitert war, legte Staribacher sein Amt am 3. Jänner 1996 zurück.
Danach war Staribacher wieder als Steuerberater und Wirtschaftstreuhänder tätig und war unter anderem stellvertretender Aufsichtsratsvorsitzender der Flughafen Wien AG. Ab Dezember 2003 war Staribacher, der auf mehr als 20-jährige Flugerfahrung zurückblicken kann, auch als Kapitän für die Fluglinie „Niki“ tätig.
Er ist Mehrheitsgesellschafter der „Labour Pool“ Personalleasing GmbH.
Staribacher ist Obmann des politischen Think Tanks „Arbeitsgemeinschaft für wissenschaftliche Wirtschaftspolitik“ (WIWIPOL).